# Fläsktjärnen (Bodums socken, Ångermanland)
Flasktjärnen är en sjö i Strömsunds kommun i Ångermanland och ingår i Ångermanälvens huvudavrinningsområde.